# قوم (عسكر)
القومي بالفرنسية "goumier"، (واحد القوم) هو مصطلح أطلقه الجيش الفرنسي الاستعماري على وحدات الدعم والإسناد المكونة من الأهالي في مستعمراته شمال أفريقيا.

## أصل الكلمة
الكلمة من الدارجة المغربية والجزائرية وهي نطق غير سليم للكلمة العربية «قومي» أي الوطني المحب لقوميته ووطنه.

## نشأة الفرقة
أنشأت فرنسا قواتا غير نظامية مثل القوميين، والتي كانت وحدات تقريبا بحجم سرية بدلا تجميع فضفاضة في كتائب وأفواج. كان القوميين المغاربة تحت قيادة الجنرال أوغستين ويليام.
خدمت ثلاث من الوحدات ، الأولى والثالثة والرابعة أو مجموعات دي تابور ، في فيلق المشاة الفرنسي إلى جانب أربعة فرق:
- الفرقة الفرنسية الحرة الأولى
- فرقة المشاة المغربية الثانية
- فرقة المشاة الجزائرية الثالثة
- الفرقة الجبلية المغربية الرابعة